# Jan Słobodzian
Jan Słobodzian (ur. 24 stycznia 1913 w Żerebkach Królewskich – ob. część Żerebek, zm. 2002) – polski działacz robotniczy i partyjny. Poseł na Sejm PRL V kadencji.

## Życiorys
W okresie II wojny światowej pracował w hucie jako jeniec wojenny na stanowisku ślusarza. Po wojnie zajmował kierownicze stanowiska w zakładzie. Pracował na stanowisku inżyniera mechanika w Hucie im. Karola Świerczewskiego w Zawadzkiem. Od roku 1947 należał do Polskiej Partii Socjalistycznej, następnie od 1948 do Polskiej Zjednoczonej Partii Robotniczej. W 1969 został posłem na Sejm PRL V kadencji z okręgu Koźle, należał od Komisji Przemysłu Ciężkiego, Chemicznego i Górnictwa.
Otrzymał Srebrny Krzyż Zasługi i Medal 10-lecia Polski Ludowej.